# Glipidiomorpha septentrionalis
Glipidiomorpha septentrionalis is een keversoort uit de familie spartelkevers (Mordellidae). De wetenschappelijke naam van de soort is voor het eerst geldig gepubliceerd in 1994 door Franciscolo.